# Pierre François Henry
Pour les articles homonymes, voir Henry.
Pierre-François Henry est un publiciste français, né à Nancy en 1759 et mort à Paris en 1833. 
Il se fit recevoir avocat, essaya ensuite, mais sans aucun succès, de suivre la carrière dramatique, remplit, au commencement de la Révolution, quelques fonctions administratives dans sa ville natale, puis alla se fixer à Paris, où il s'adonna entièrement à la littérature. 

## Œuvres
Henry n'a écrit que deux ouvrages originaux : Histoire du Directoire exécutif de la République française (Paris, 1801) et Histoire de Napoléon Buonaparte depuis sa naissance jusqu'à sa mort (Paris, 1826, 4 vol. in-8°), mais on lui doit un grand nombre de traductions d'ouvrages anglais, parmi lesquelles :
- Œuvres politiques de James Harrington (Paris, 1789, 3 vol. in-8°).
- Voyage autour du monde, de S. Parkinson (1797, 2 vol.)/
- Voyage à Surinam, suivi du Tableau de la colonie française de Cayenne, par J.-G. Stedman et W. Thomson.
- Voyage aux sources du Nil, en Nubie et en Abyssinie, par Bruce 9 vol. in-18).
- Voyage à l'île Ceylan, par R. Percival (1804, 2 vol. in-8°).
- Mémoires militaires et politiques sur les principaux événements depuis le traité de Campo-Formio jusqu'à celui d'Amiens, par Ritchie 2 vol. in-8°).
- Voyage au Cap de Bonne-Espérance, par R. Percival (1806).
- Vie de Washington, par Marshall (1807, 5 vol. in-8°).
- Histoire de la maison d'Autriche, par W. Coxe (1810, in-8°).
- Voyage en Abyssinie, par R. Salt (1816, 2 vol. in-8°), etc.

## Source
- « Pierre François Henry », dans Pierre Larousse, Grand dictionnaire universel du XIXe siècle, Paris, Administration du grand dictionnaire universel, 15 vol., 1863-1890 [détail des éditions].